# Großes Hinggan-Gebirge
Das Große Hinggan-Gebirge (auch Großer Chingan, chinesisch 大興安嶺 / 大兴安岭, Pinyin Dà Xīng'ān Lǐng) erstreckt sich über ungefähr 1400 km im Nordosten der Inneren Mongolei.
Der Bergrücken beginnt beim nördlichsten Punkt Chinas im nach diesem Gebirge benannten Regierungsbezirk, genauer bei Mohe in der Provinz Heilongjiang. Der Bergrücken setzt sich südwestlich durch die Verwaltungsgebiete der Stadt Hulun Buir, des Hinggan-Bundes und der Stadt Tongliao fort und reicht bis zum Fluss Xar Moron bei Chifeng.
Zu den höchsten Erhebungen gehört der Ôkôldûi mit 1530 m im Norden sowie der Termo mit 1725 m im Süden. Mit 1,24 Milliarden Kubikmetern Holzreserven ist der Große Hinggan eines der wichtigsten Forstwirtschaftsgebiete Chinas. In der (Gebirgs-)Taiga, die den nördlichen Teil des Großen Hinggan dominiert, sind Braunbär und Luchs, Elch, Isubrahirsch und Rentier, Sibirisches Feuerwiesel und Zobel, Schneehase, Hasel- und Birkhuhn anzutreffen. Hier brütet auch der sehr seltene Schuppensäger. Die nördliche Hälfte des Großen Hinggan fällt nach Westen sanft ab und geht in das viehwirtschaftlich genutzte Grasland der Hulun-Buir-Hochebene über.
Die nördlichen Ausläufer des Großen und des Kleinen Hinggan-Gebirges treffen sich zwischen Heihe und Huma in der Provinz Heilongjiang.